# Детские песни для взрослых
«Де́тские пе́сни для взро́слых» — совместный сингл экс-участников группы «Король и Шут» Андрея «Князя» Князева и Александра «Балу» Балунова, выпущенный 10 мая 2018 года.

## История создания
Текст каждой песни «Короля и Шута» существовал в  десятке вариантов и переписывался столько раз, сколько это нужно было для достижения нужного результата. Князь каждый раз шёл сочинять новый текст. Он, наверное, мог бы писать и по сотне набросков. Помимо текстов для «Короля и Шута», он писал шуточные стихи про друзей и какие-то тексты, которые показались бы эпатирующими даже поклонникам КиШа. Михаил Горшенёв даже к шуточным песням относился серьёзно и в репертуар «Короля и Шута» не пропустил бы их.
Лишь часть этих князевских черновых записей в 1998 году попала в «Акустический альбом». Остальные оставалась известны только узкому кругу участников групы и их друзей. Балу, который, переехав в Калифорнию, взял на себя обязанности архивариуса и летописца «Короля и Шута», уговорил Князя восстановить некоторые старые наброски и перезаписать их. Александр Балунов сделал аранжировки и записал вокальную партию в песне «Кто меня не знает, до фига теряет!», а Андрей Князев записал остальной вокал. В первый сингл вошло три композиции - по словам Балу, если эксперимент понравится публике, то он будет продолжен.

## Список композиций

### Интернет-издание
Слова и музыка всех песен — Андрей Князев.
| №                   | Название                              | Длительность |
| ------------------- | ------------------------------------- | ------------ |
| 1.                  | «Заяц»                                | 3:11         |
| 2.                  | «Кто меня не знает / до фига теряет!» | 4:28         |
| 3.                  | «Коровыч»                             | 3:01         |
| Общая длительность: | Общая длительность:                   | 10:40        |

### Издание MC
| №  | Название  | Длительность |
| -- | --------- | ------------ |
| 1. | «Заяц»    |              |
| 2. | «Коровыч» |              |

| №  | Название                              | Длительность |
| -- | ------------------------------------- | ------------ |
| 1. | «Кто меня не знает - до фига теряет!» |              |

## Участники записи
- Андрей Князев — вокал, музыка, тексты, художник
- Александр Балунов — вокал (2)[7], музыкальный продюсер[2]

## Отзывы и критика

### Проза.ру
Дмитрий Безматерных на портале «Проза.ру» отметил, что не любит писать о синглах и мини-альбомах, но сингл «Детские песни для взрослых» отнёс к «вещам, выбивающим из привычного мироощущения и заставляющим нарушать свои же порядки». Новость о производстве сингла он воспринял с большим энтузиазмом. Тем более учитывая, что обещали ориентировку на «Акустический альбом» «Короля и Шута».
В связи со всем выше сказанным у Дмитрия возник вопрос — «почему всё получилось столь „хреново“?». «Детские песни для взрослых» он назвал «хренью» и посчитал, что об этом сингле «не может быть двух мнений». Указал, что «„всякие хомячки“ будут данный музыкальный релиз хвалить, но адекватные люди поймут, что релиз «Детские песни для взрослых» — «хрень», назвав его на этот раз EP. Подумал, что можно было бы спросить, «сколько Князь и Балу перед этим выпили».
Всё хорошее, что можно сказать о релизе, по мнению Дмитрия, — то что, «звучит релиз довольно круто, аранжировки норм». Дмитрий посчитал, что «содержание песен претендует на юмор, которого в них нет».
«Детские песни для взрослых» Дмитрий воспринял как «какие-то старые наброски/зарисовки/черновики Князя чуть ли там не студенческого периода или около того».
Первая песня «Заяц», по мнению Дмитрия, — «самая вменяемая в плане смысла». Она о человеке, который хочет стать зайцем и считает себя им. Дмитрию Безматерных там «сюжетно все понятно, но непонятно, где смеяться». Вторая композиция — «Кто меня не знает — до фига теряет» — Дмитрий посчитал, что это «какой-то невменяемый и совершенно не весёлый поток сознания», либо «настолько внутряк, что я не понял (хотя вряд ли)», либо «трындец». В третьей 
песне «Коровыч» Дмитрий нашёл «определенные потуги на очень низкопробный юмор» и в «недотянутости и банальности шутки».
Дмитрию «очень обидно было слушать „Детские песни для взрослых“».

### Intermedia
На портале Intermedia Алексей Мажаев рассказал историю создания макси-сингла, ссылаясь на книги Александра «Балу» Балунова о группе «Король и Шут». Сказал, что некоторым читателям этот разбор показался самым скучным местом повествования, интересным только фанатам и самим бывшим участникам группы. По его мнению, если читатели этих книг никогда не слушали «Короля и шута», то эти фрагменты не сравнятся для них с описанием «гастрольных приключений» или «наркотических приходов», но «мало-мальски» интересующимся «творческой кухней» группы было любопытно оценить масштабы творческой плодовитости поэта группы Андрея «Князя» Князева. Алексея удивило, что Князь «не орёт и не лезет в драку», а всякий раз идёт сочинять новый текст столько раз, сколько нужно было до достижения устраивающего результата. Мажаев понял: «для Андрея этот процесс не был ни в коей мере мучительным - напротив, легкость пера и игра фантазии бурлили так, что он, наверно, мог бы писать и по сотне набросков».
По мнению Алексея Мажаева, Князь не часто вспоминал про стихи, не вошедшие в «Акутический альбом» — «Подводную часть айсберга».
Алексею показалось, что песни из данного макси-сингла вне контекста «звучат немного странно». Он сказал: «Шутки для своих заходят отлично, причём даже без хитроумных аранжировок, которые через 20 лет сделает набравшийся опыта Балу, когда вам двадцать с небольшим, у вас мало денег, но много здоровья, и вы с друзьями бухаете и играете в лучшей группе Санкт-Петербурга, причём о крутости группы никто, кроме вас, не знает». Тексты Мажаев назвал «довольно остроумными и местами провокационными». Подумал, что «какая-то важная часть их смысла для людей со стороны останется загадкой». По его мнению, Поклонники групп «Король и Шут» и «КняZz», вероятно, будут не против появления ещё одного проекта, сделанного в подобной привычной манере, судя по знакомым голосам, интонации, поэтическим приёмам. Вступление к «Зайцу» у Алексея Мажаева «испытало неожиданное влияние диско-музыки». «Детские песни для взрослых» — Алексей сказал, что это «фактически мини-сборник ауттейков, которые обычно в первую очередь интересуют любопытствующих коллекционеров, глубоко погружённых в предмет».